# Іжекей
Іжеке́й (рос. Ижекей, чув. Ишеккасси) — присілок у Чувашії Російської Федерації, у складі Красночетайського сільського поселення Красночетайського району.
Населення — 333 особи (2010; 412 в 2002, 599 в 1979, 985 в 1939, 852 в 1926, 632 в 1897, 376 в 1867, 136 в 1815).
Національний склад (2002):
- чуваші — 99 %

## Історія
До 1797 року селяни мали статус палацових, до 1863 року — удільних, займались землеробством, тваринництвом, бондарством, слюсарством, ковальством, виробництвом коліс, одягу та взуття. 1901 року відкрито церковнопарафіяльну школу. На початку 20 століття діяло 4 вітряка. 1930 року створено колгосп «Велетень». До 1918 року присілок входив до складу Курмиської (у період 1835–1863 років у складі Токтамиського удільного приказу), до 1920 року — Красночетаївської волостей Курмиського, до 1927 року — Ядринського повітів. З переходом на райони 1927 року — спочатку у складі Красночетайського, у період 1962–1965 років — у складі Шумерлинського, після чого знову переданий до складу Красночетайського району.

## Господарство
У присілку діють фельдшерсько-акушерський пункт, Будинок культури, бібліотека та магазин.